# Бюше, Жанна
Мари-Жанна Бюше (фр. Marie-Jeanne Bucher, 1872—1946) — французская галеристка.

## Биография
Дочь фабричного бухгалтера, младшая сестра страсбургского врача и известного в Эльзасе общественного деятеля Пьера Бюше (1869—1921). В 1895 году вышла замуж за профессора Страсбургской консерватории Фрица Блумера; с 1902 г. супруги жили раздельно, однако оформили развод только в 1920 году. Была влюблена в поэта Шарля Герена.
В 1920 году приехала в Париж. В 1925 году открыла художественную галерею на улице Шерш-Миди, где экспонировались многие представители французского и мирового авангарда, начиная с Пикассо и кубистов.
В 1936 галерея переместилась на бульвар Монпарнас. Помимо выставочной, Жанна Бюше занималась издательской деятельностью, публикуя книги по искусству, в частности, «Histoire Naturelle Архивная копия от 15 августа 2019 на Wayback Machine» (1926) и «Неделя доброты» (1934) Макса Эрнста.
Во время Второй мировой войны Жанна Бюше помогала фотографу Роги Андре, первой жене Андре Кертеса, вынужденной бежать и скрываться из-за своего еврейского происхождения, спрятаться в Париже. Во время оккупации Франции нацистской Германией, Бюше имела мужество выставлять работы запрещённых художников, среди которых Эрнст, Кандинский, Леже, Миро, а в 1944 году в галерее дебютировал Никола де Сталь.
в 1947, после кончины основательницы, галерею возглавил Жан-Франсуа Жагер (фр. Jean-François Jaeger). C 1960 она находится на улице Сены в Латинском квартале. В дополнение к ней с 2008 на улице Сентонж в квартале Маре открыта галерея Жагер-Бюше.
Галерея также выступает издательским центром, где с 1926 до нынешнего дня выпускаются каталоги выставок, редкие книги, художественные издания.

## Художники
В галерее выставлялись Пикассо, Жоан Миро, Кандинский, Макс Эрнст, Жан Дюбюффе, Мария Элена Виейра да Силва, Арпад Сенеш, Жак Липшиц, Анри Лоран, Никола де Сталь, Марк Тоби, Роже Бисьер, Дани Караван, Асгер Йорн, Фермин Агуайо, Дадо.

## Примечание
1. ↑  Ida Merello. Charles Guérin. — Schena, 2002. — P. 62.
2. ↑  François Albera. Exposition au Musée d’Orsay. Une semaine de bonté de Max Ernst : « la robe déchirée du réel… » (фр.). Дата обращения: 15 августа 2019. Архивировано 15 августа 2019 года.
3. ↑  Capa, C.; Hinson, Hal; Harder, Susan; Kubota, Hiroji. André Kertész: Diary of Light (англ.). — New York: Aperture Books. — 1987. — P. pp. 198–206. — ISBN 0-89381-256-0..
4. ↑  Helmut Mayer. Ausstellung Kunst im Krieg. Die Leinwand als letzter Fluchtpunkt (нем.). Дата обращения: 15 августа 2019. Архивировано 3 августа 2020 года.